# Jan Matulka
Jan Matulka (7. listopadu 1890, Vlachovo Březí – 25. června 1972, New York) byl americký malíř českého původu a umělec světového jména. V roce 1907 se s rodiči vystěhoval do USA.

## Život a dílo
Jan Matulka opustil v roce 1907 se svými rodiči a pěti mladšími sestrami tehdejší Rakousko-Uhersko a odcestoval do New Yorku. Krátce poté celou rodinu opustil Janův otec. Rodina žila ve čtvrti Bronx a musela vystačit s velmi málo penězi.

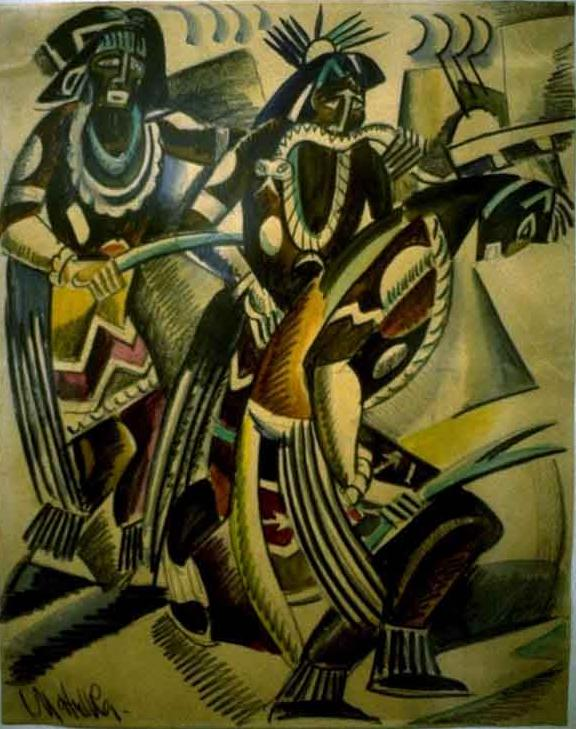
Hadí tanec (kolem 1918)

V roce 1908 začal studovat na National Academy of Design v New York City. Po ukončení studia v roce 1917 potkal Ludmilu Jirouškovou, se kterou se 1. května 1918 oženil. Ludmila pracovala v Newyorské veřejné knihovně jako vedoucí sekce československé literatury. Díky svým kontaktům s významnými kulturními osobnostmi uvedla Jana Matulku do prostředí newyorského umění. Mezi lety 1917–1918 obdržel "cestovní" stipendium Josepha Pulitzera, díky němuž začal cestovat po celé Americe a Karibiku. Během cesty po jihozápadě USA se mu podařilo zachytit magický hadí tanec indiánského kmene Hopi.